# ケト酸
ケト酸（ケトさん、Keto acid）は、ケトン基とカルボキシル基を含む有機酸である。

## 分類
ケト酸のタイプには次のようなものがある。

### α-ケト酸 (2-オキソ酸)
ケトン基がα炭素にあるもの。
例: ピルビン酸、オキサロ酢酸、α-ケトグルタル酸

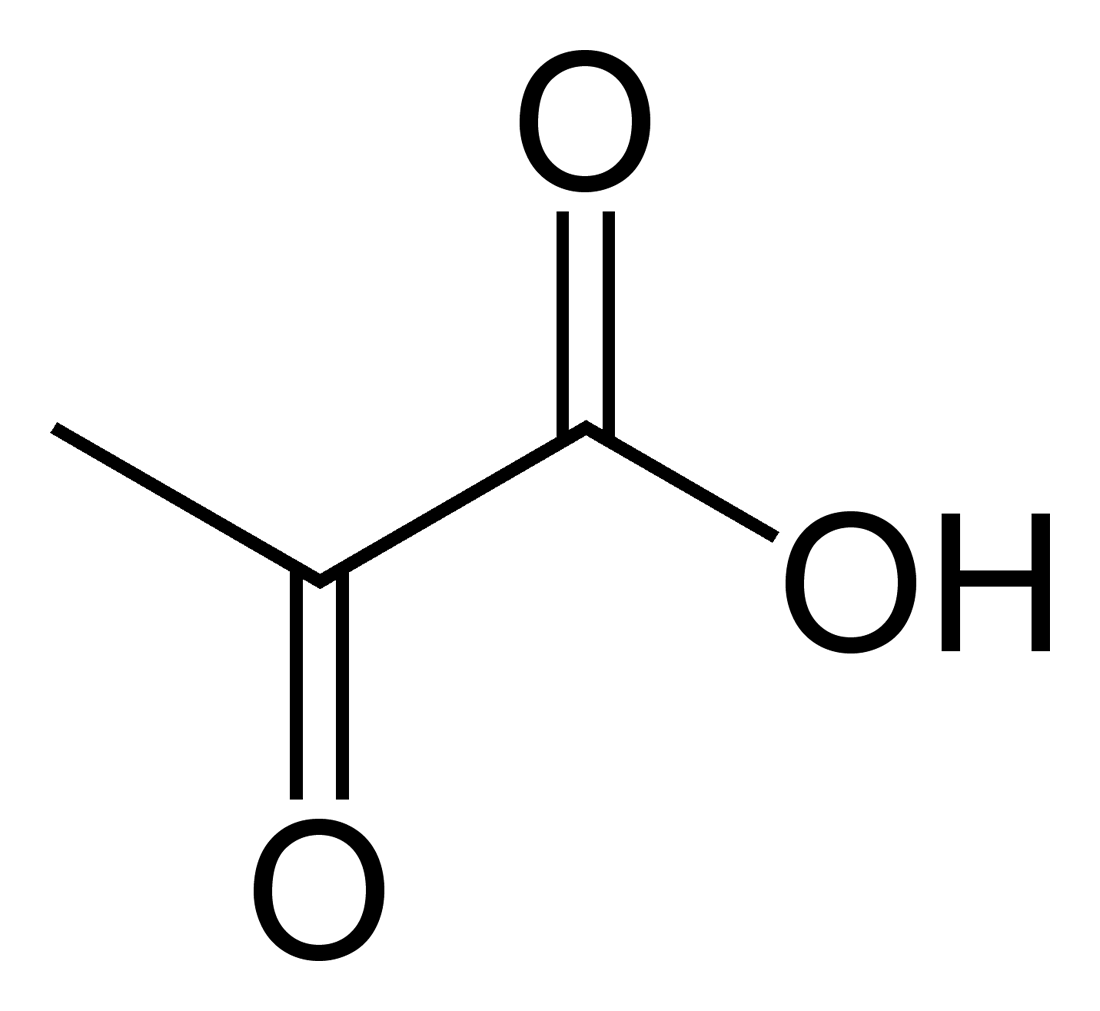
ピルビン酸

### β-ケト酸 (3-オキソ酸)
ケトン基がβ炭素にあるもの。
例: アセト酢酸、オキサロ酢酸、アセトンジカルボン酸

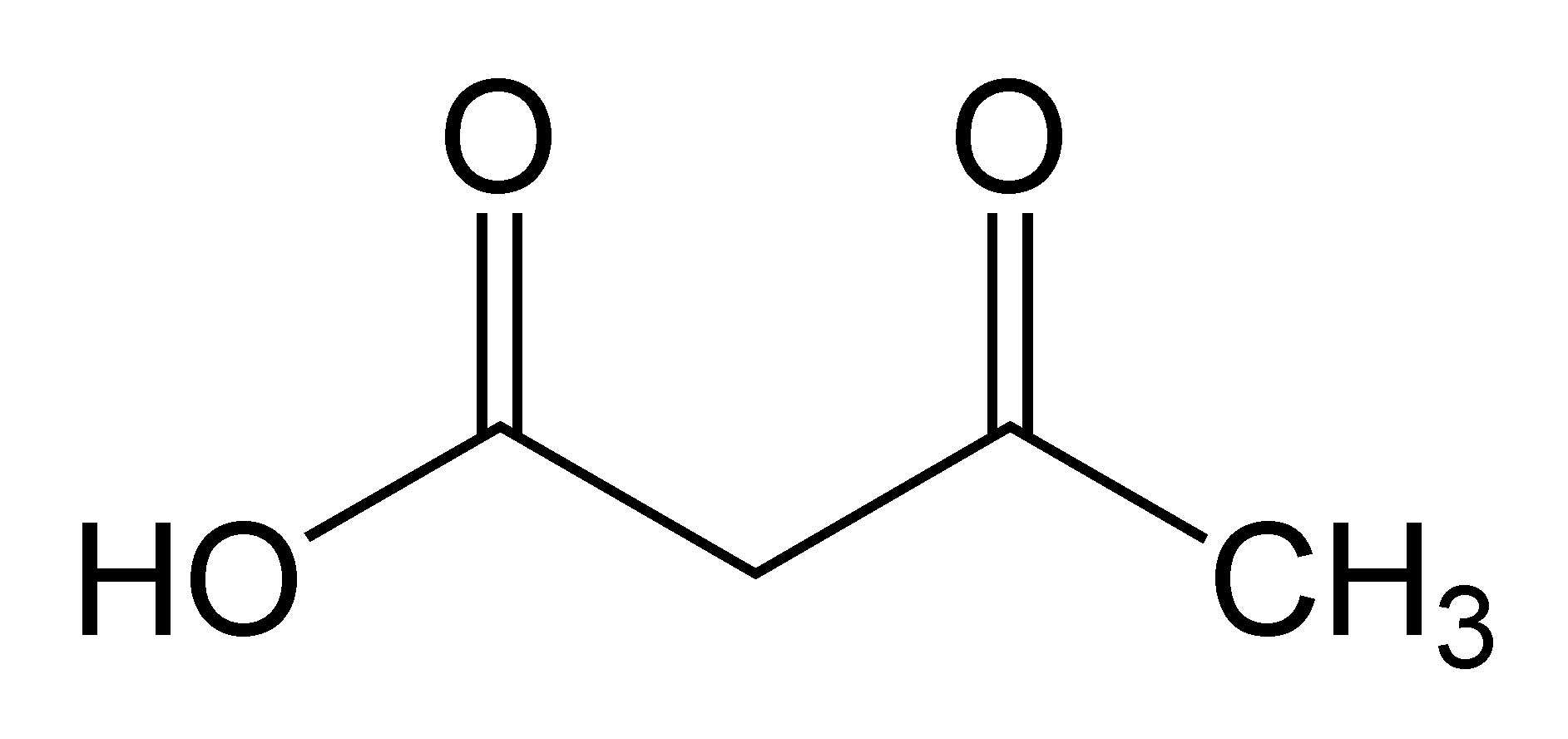
アセト酢酸

### γ-ケト酸 (4-オキソ酸)

レブリン酸

ケトン基がγ炭素にあるもの。
例: レブリン酸、α-ケトグルタル酸